# 루도비코 1세 곤차가

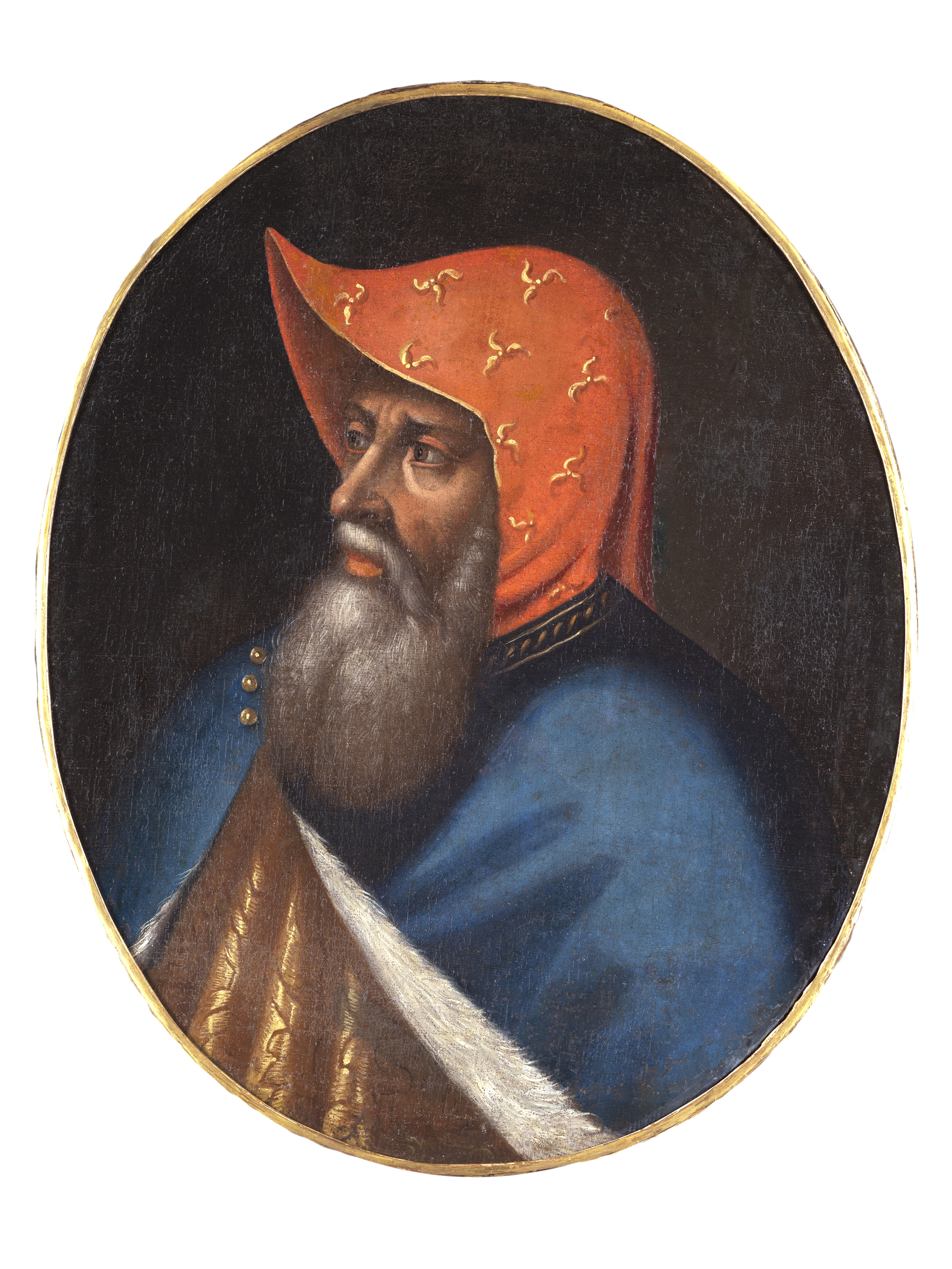
루도비코 1세 곤차가.

루도비코 1세 곤차가(Ludovico I Gonzaga, 1268년 - 1360년 1월 18일)는 만토바의 초대 카피타노 델 포포로이자 제국의 대리였던 곤차가 가문의 시초자인 이탈리아의 군주이다.

## 생애
그는 만토바에서 구이도 코르라디(Guido Corradi)의 아들이자 안토니오 코르라디(Antonio Corradi)의 손자로 태어났다. 1328년 8월 16일, 칸그란데 1세 델라 스칼라와 장인인 굴리엘모 아초네 파네바르코가 보낸 기벨린 군대의 도움을 받아, 그는 만토바에서 리날도 보나콜시를 축출해내고, 보나콜시의 카피타노 제네랄레(capitano generale) 직위를 대체하였다. 다음 해 8월 28일, 그는 만토바 거주민들에 의해 카피타노 델 포포로(민중대장)으로 선출된다. 다음 해, 신성 로마 제국 황제 루트비히 4세는 글 황제 대리로 이명하였고 1335년 그는 또한 레조에밀리아의 군주가 되었다.
1339년에, 그는 마스티노 2세 델라 스칼라와 로드리시오 비스콘티를 상대로 하는 루키노, 조반니와 아초네 비스콘티에게 군대를 보내며 파라비아고 전투에서 승리하는데 지원하였다. 1342년 그는 피렌체의 공격을 받는 피사를 도와주었다.
1349년 루도비코는 만토바에 있는 베르길리우스 무덤을 방문한 시인 프란체스코 페트라르카를 초청하였다. 그의 생애 말년에, 그는 베르나보 비스콘티를 상대로 싸웠다. 그는 1360년 만토바에서 사망하였고 만토바 대성당에 안치되었다.
그의 자리는 아들 구이도가 계승하였고, 그의 또 다른 아들인 펠트리노는 레조를 통치했다.

## 참고
1. ↑  Cronaca universale della città di Mantova